# Salzderhelden

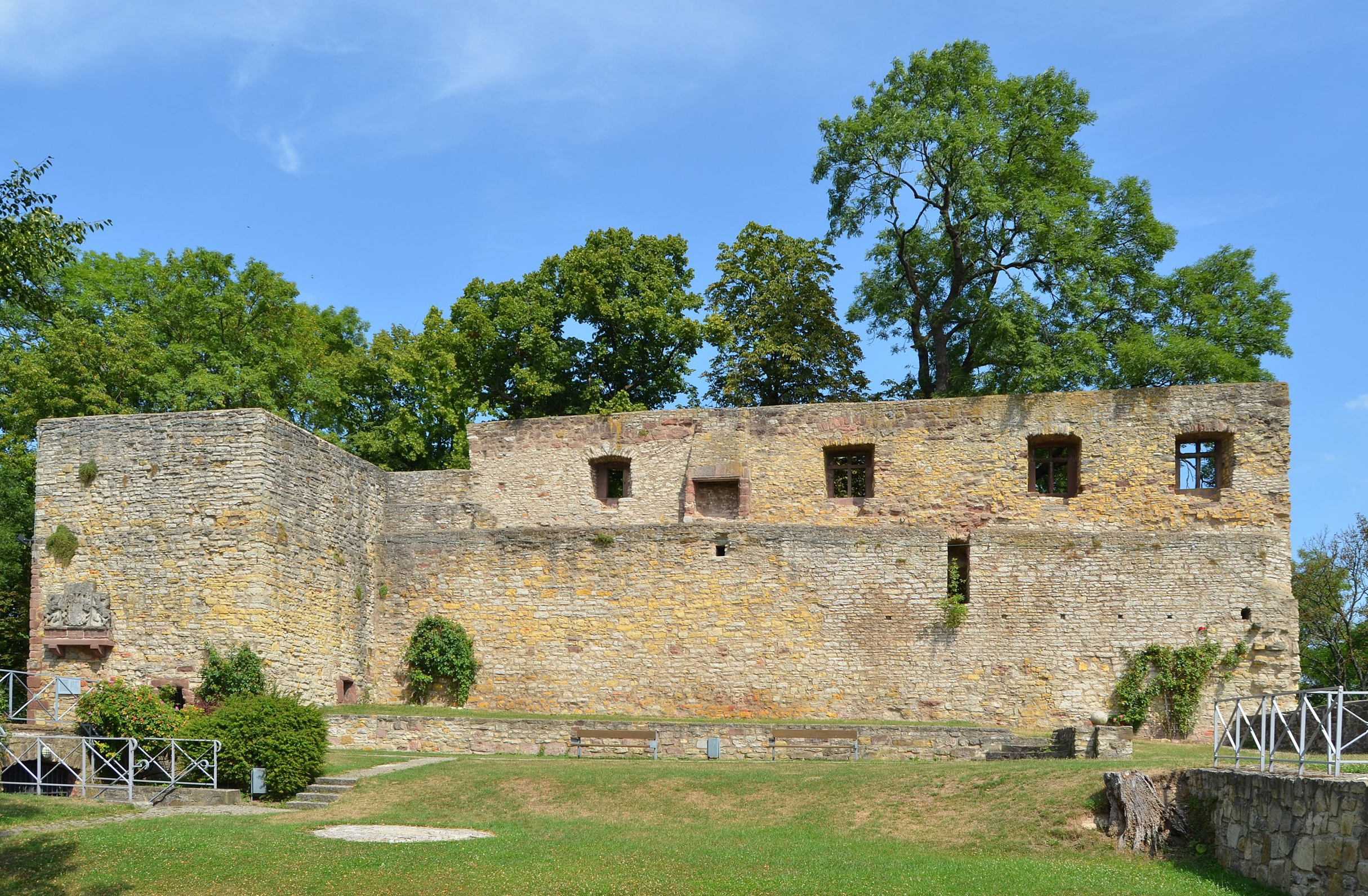
Heldenburg

Salzderhelden [zalt͡s.deːɐ̯.hɛldn̩] ist seit 1974 einer der 46 Ortsteile Einbecks und ein Flecken. Der Name geht vermutlich auf das mittelalterliche „Salz an der Halde“ zurück, möglicherweise ist es jedoch eine Kombination von „Salz“ und „Hall“. Salzderhelden besaß aufgrund der Salzgewinnung in der Saline eine große Bedeutung und war Herzogssitz, Münzstätte und politisches Zentrum.

## Geographie

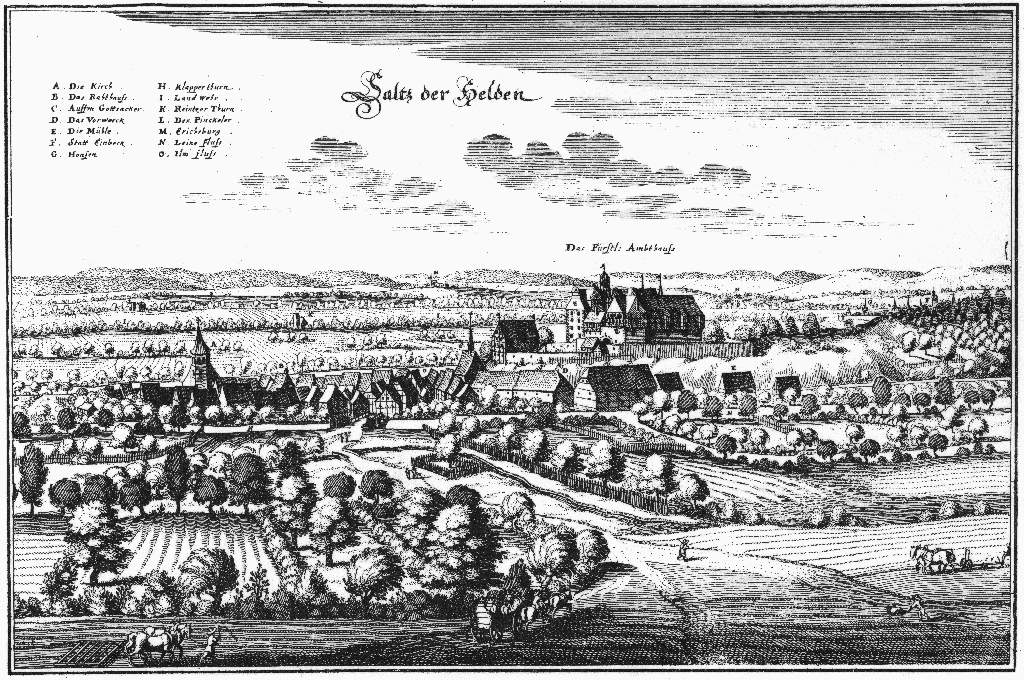
Merian-Stich nach Conrad Buno von 1654

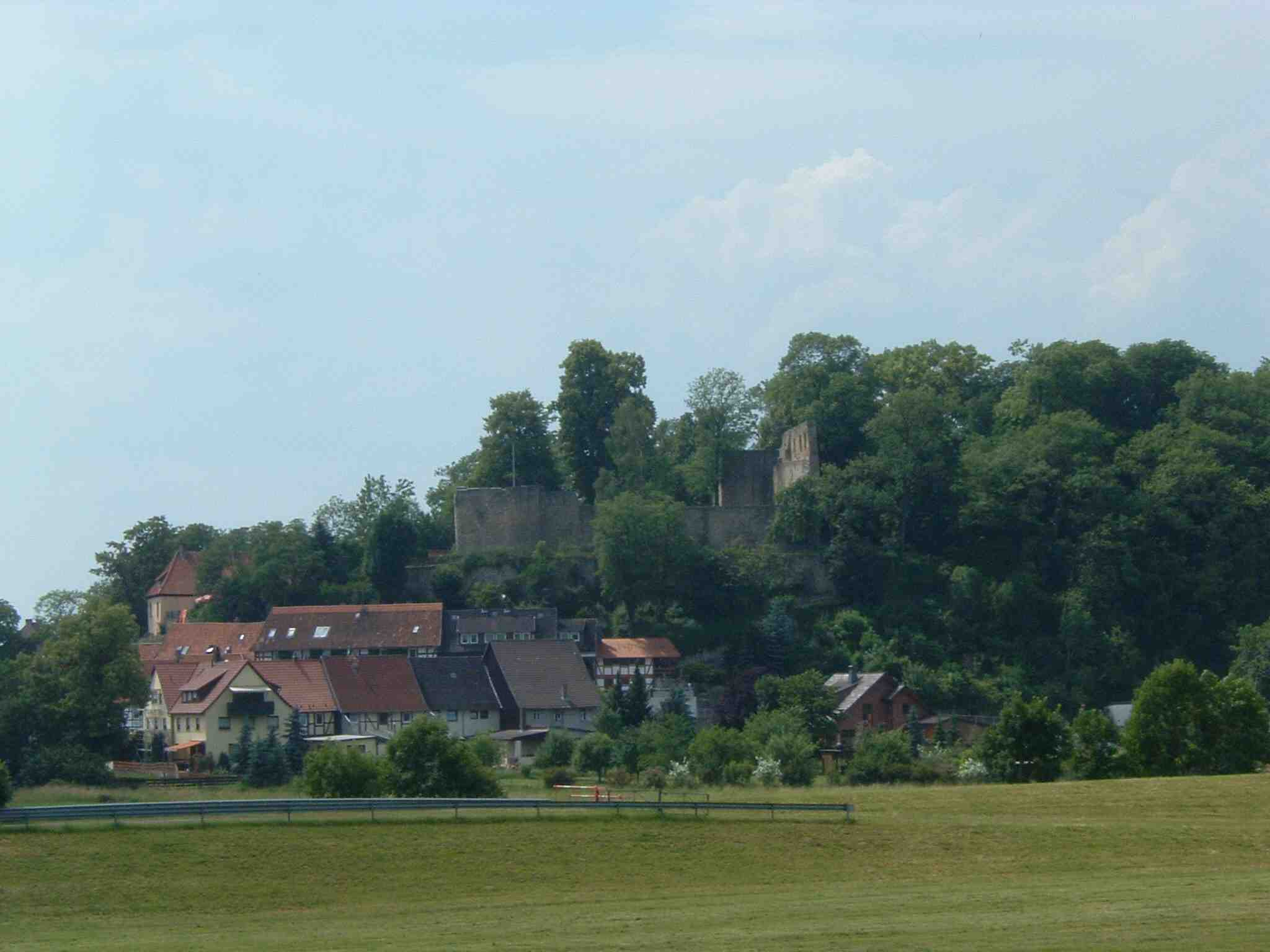
Blick von Osten auf Alt-Salzderhelden mit der Ruine der Heldenburg

Salzderhelden liegt in Südniedersachsen im Leinebergland, etwa 35 km nördlich von Göttingen und vier Kilometer südöstlich von Einbeck. Die Leine durchfließt den Ort, bevor sie die Ilme aufnimmt.

## Geschichte
Der Ort liegt im Hochwassergebiet der Leine und ist von flämischen Zuwanderern trockengelegt worden. Die angrenzenden Siedlungen Oldendorp, Jeinsen und Bönickenhusen, die teilweise seit 800 existierten, wurden später aufgegeben und die Einwohner zogen nach Salzderhelden um.
Im neuen Ort wurde 1271 auf Wunsch der Pfänner eine Marienkapelle gebaut. 1285 wurde Salzderhelden im Länderausgleich zwischen den drei Söhnen Herzog Albrechts erwähnt. 1289 starb der Ritter Johann Rieme in Salzderhelden, er ist in Wiebrechtshausen begraben.
Herzog Heinrich der Wunderliche gelangte 1291 in den Besitz der Heldenburg – auf der er 1322 starb. Mit ihm begann die überregionale Bedeutung des Ortes als Herzogsitz, Münzstätte und politisches Zentrum. 1305 wurde entsprechend der gestiegenen Bedeutung ein großes Ritterturnier veranstaltet. Der Ort begann zu wachsen und die Hauptkirche wurde 1333 nach Salzderhelden verlegt. 1361 verwendete Albrecht I. von Braunschweig-Grubenhagen bei seinem Amtsantritt in Salzderhelden erstmals das Sachsenross, das heute Niedersachsens Landeswappen ziert.
Im Jahre 1448 hatte der Ort schon eine Befestigung, so dass ein Angriff der Hussiten im Zuge der Soester Fehde abgeschlagen werden konnte. 1450 erhielt der Ort eine weitere Kapelle unterhalb der Burg, die in den Grundmauern noch erhalten ist. 1480 wurden dem Ort die Fleckenrechte verliehen, 1493 bekam die Hauptkirche einen Glockenturm. Ab dieser Zeit ist auch das ehemalige Amt Salzderhelden überliefert. Ihm zugehörig waren der Flecken Salzderhelden, Hollenstedt, Drüber, Sülbeck, Immensen, Negenborn und Volksen (Volxen). Diese Dörfer wurden von Herzog Ernst III. festgeschrieben ab 1549 das Witwentum für seine Frau, Prinzessin Margarethe von Pommern-Wolgast beizusteuern. In einer Urkunde aus dem Jahr 1494 sind zudem die Dörfer Buensen (Buwensen), Edemissen, Kuventhal (Kuvendalle), Rengershausen und Andershausen verzeichnet. Nach der Aufhebung des Amts bildeten die Dörfer die Vogtei Salzderhelden. Das Amtsgebäude wurde im Dreißigjährigen Krieg eingeäschert und 1624 von Christian von Braunschweig-Wolfenbüttel wieder aufgebaut. 1523 brannte der Ort ganz ab. 1541 wurde erstmals eine eigene Ratsschule und eine neue Kirchenordnung erwähnt.
In den Jahren 1590 bis 1594 wurden die Hochwasserschutzeinrichtungen erneuert. 1600 wurde die jetzige Burgschenke als Amtshaus gebaut. 1623 äscherte ein neuer Großbrand den Ort ein, doch Kirche, Schule und 35 Häuser konnten gerettet werden. Der Wiederaufbau ging zügig voran, 1624 war das Vorwerk bei der Mühle wieder aufgebaut. 1625 und 1633 kam es im Dreißigjährigen Krieg zu Plünderungen. Dabei kam die Pest nach Salzderhelden, und neben den Opfern in der Bevölkerung starben auch sechs Kinder des Gutsherrn von Minnigerode. 1637 wurde der Ort „Bergstädtlein Salz der Helden“ genannt.
Die Einwohnerzahl hatte sich aufgrund des Krieges, der Verschlechterung der Solegewinnung und der Pest verringert, aber es wurden nach dem Krieg Neubürger aufgenommen. Das Hausbuch von 1664 erwähnt 78 Häuser im Flecken, davon 33 Pfänner, 17 Salzfahrer, sechs Salzträger, fünf Schmiede, drei Branntweinbrenner, drei Bäcker und außerhalb des Dorfes Büter in weiteren zehn kleineren Häusern. Die Bewohner des Vorwerks mit Brauerei, Mühle und Scheunen wurden dabei nicht mitgezählt. Gegen 1680 konnte das Rathaus neu erbaut werden. Später verpachteten die Bewohner, die auch Pfänner genannt wurden, ihren Salzbrunnen an die Regierung, um Neuerungen einzuführen und finanzielle Sicherheit zu erhalten. Die Konkurrenz zur landesherrschaftlichen Saline in Sülbeck war immer stärker geworden.
Im Jahre 1740 brachte ein Jahrhunderthochwasser große Zerstörungen. 1734 wurde der Amtshof gebaut und der Kirchenneubau begonnen. 1774 entstand die gepflasterte Hannoversche Chaussee und brachte weiteren Wirtschaftsaufschwung. Die Leinenlegge wurde nach Salzderhelden verlegt und eine Fabrik für Wollstoffe entstand. Dem Betrieb war jedoch kein Erfolg beschieden, so dass das verschuldete Gut im Wert von 30.000 Talern 1850 gekauft und an 83 Einwohner verteilt wurde.
Am 1. August 1854 wurde der Bahnhof eingeweiht. 1912 gab es 214 Wohnhäuser mit 350 Arbeitern, davon 52 Bauhandwerker, 48 Kalikumpel, 33 Handwerker, 30 Eisenbahner und 26 Salinenarbeiter. 1926 wurde ein neues Schulhaus erbaut, 1935 auch eine Flussbadeanstalt. Nach dem Zweiten Weltkrieg kamen viele Heimatvertriebene aus Schlesien, Ostpreußen, der Schitomirregion und dem Baltikum nach Salzderhelden, so dass die Bevölkerung von 1000 auf 1800 stieg. 1951 wurde eine Freilichtbühne auf der Burgruine errichtet.
Am 1. März 1974 wurde der Flecken Salzderhelden in die Stadt Einbeck eingegliedert.

## Politik

### Ortsrat
Der Ortsrat, der Salzderhelden vertritt, setzt sich aus elf Ratsmitgliedern zusammen. Bei der Kommunalwahl 2021 ergab sich folgendes Ergebnis und folgende Sitzverteilung:
| Ortsrat 2021Insgesamt 11 Sitze - SPD: 7 - FDP: 1 - CDU: 3 CDU nur mit 2 Kandidaten, daher 1 Sitz leer | Ortsratswahl 2021Wahlbeteiligung: 67,8 % 706050403020100 60,07 %29,63 %10,30 % SPDCDUFDP |

### Ortsbürgermeister
Ortsbürgermeister ist seit November 2011 Dirk Heitmüller von der SPD.

### Wappen
Blasonierung: „In Rot eine goldene Salzpfanne, aus der blau-silberne Dampfwolken aufsteigen und beiderseits je eine auswärts geneigte schwarze Salzkruke aufragt.“ Erstmals 1451 erbat der Rat vom Herzogtum Braunschweig-Lüneburg ein eigenes Siegel tragen zu dürfen. Dieses nutzte später der Rat gemeinsam mit den Pfännern der gewerkschaftlich organisierten Saline zu Salzderhelden. Jenes heutige Wappen basiert auf ein Bild mit Pfännergeräten im Signet von etwa 1820, während die Farben neueren Datums sind. Im Fleckensiegel erscheint das Wappen dagegen ohne Schild.

## Kultur und Sehenswürdigkeiten

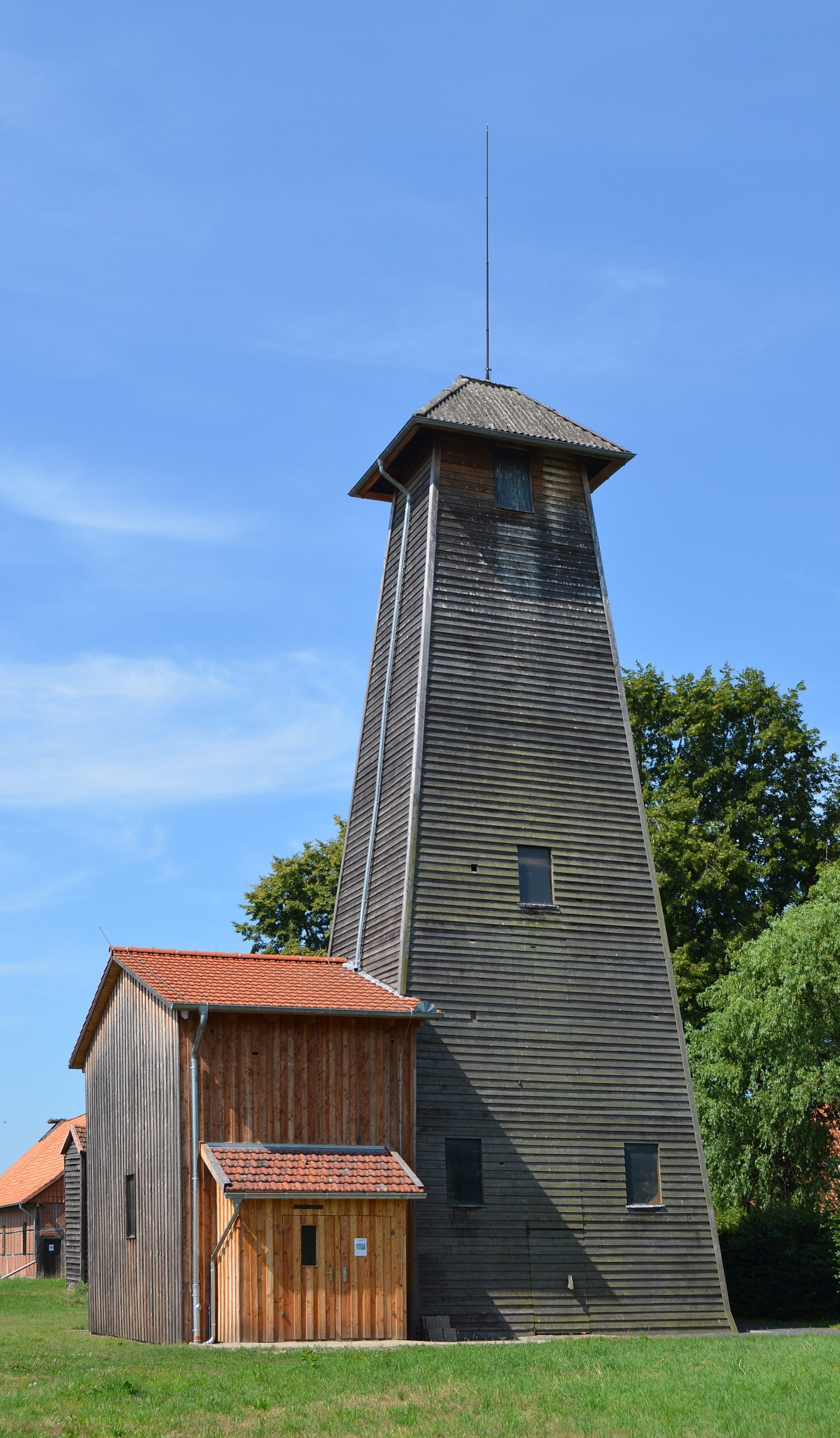
Der 1884 errichtete und 2020 abgebrannte Bohrturm II der Saline

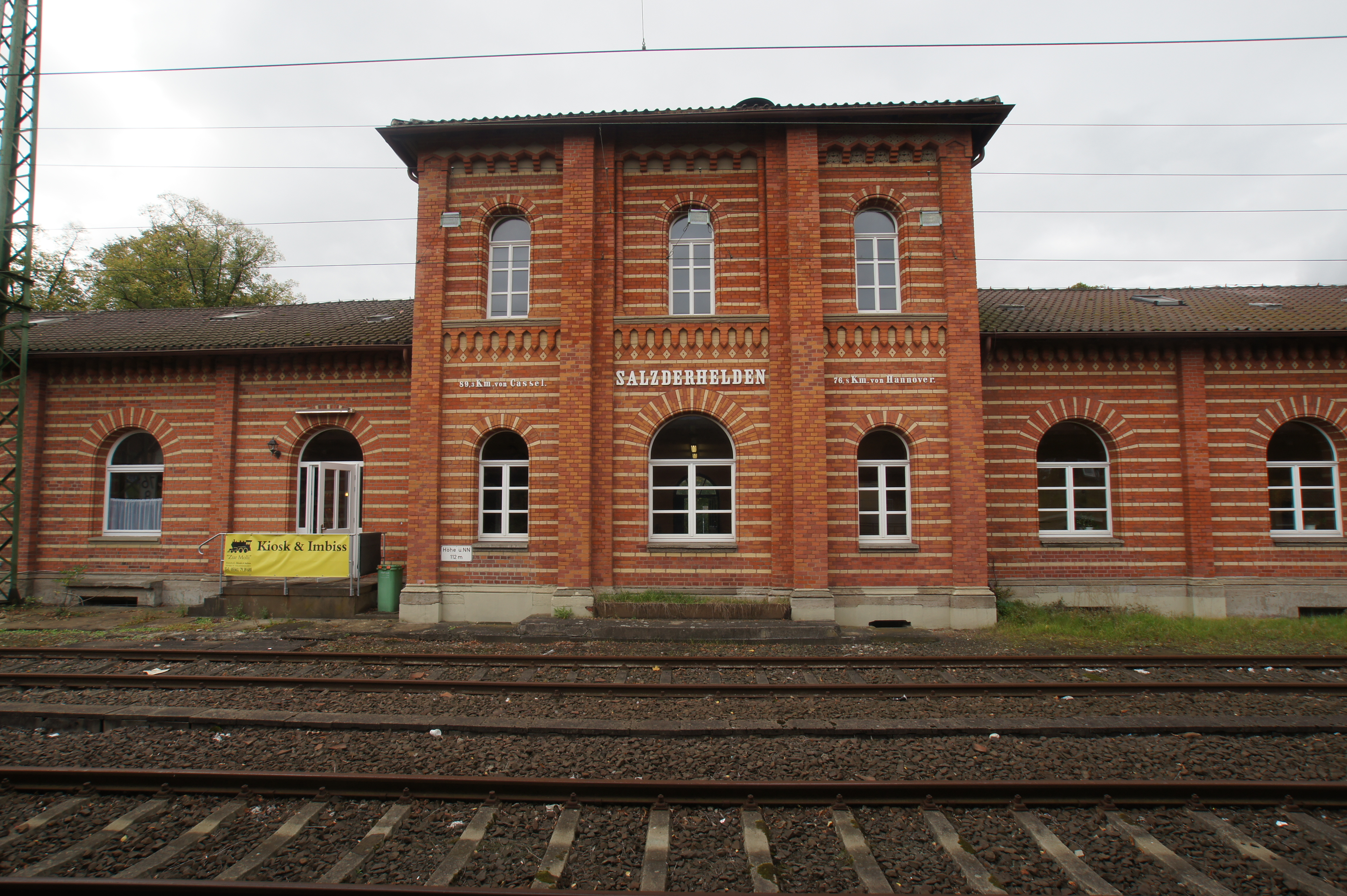
Bahnhofsgebäude

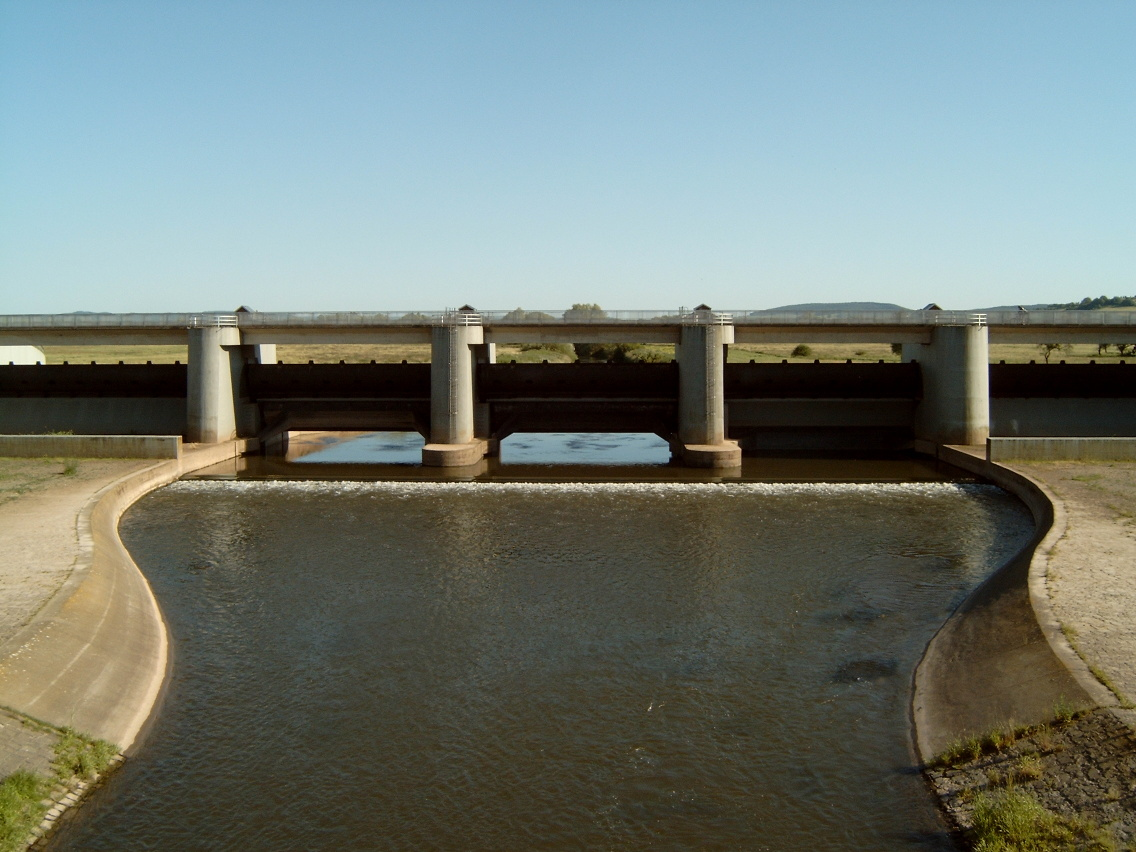
Abschlussbauwerk des Rückhaltebeckens

### Bauwerke
- Burgruine der Heldenburg mit Palaswand und Burgmuseum im Keller
- Bahnhofsgebäude mit Heimatstube, nach Plänen von Conrad Wilhelm Hase erbaut
- Saline Salzderhelden (Förderturm, Solebehälter, Badezimmer)
- St.-Jacobi-Kirche von 1769 erbaute mit Barock-Altar
- Johanneskapelle, ab 1450 an der Pferdeleine erbaut; nur Außenmauern erhalten
- Ehemaliges Rathaus/Pfarrhaus aus dem 19. Jahrhundert
- Amtshaus von 1600, jetzt Burgschänke
- Amtshof von 1734 mit königlichem Wappen
- Anlage des Kriegsgräberfriedhofes 1951
- Hochwasserrückhaltebecken Salzderhelden an der Leine mit überörtlicher Bedeutung

### Vereine
- Deutsches Rotes Kreuz Ortsverein Salzderhelden
- Förderverein Heldenburg Salzderhelden e. V.
- Kultur-Förderkreis-Salzderhelden e. V.
- Männergesangverein MGV Concordia
- Schützenverein Salzderhelden von 1959 e. V.
- VfR Salzderhelden
- VCP Salzderhelden/Pfadfinder
- Voices Chor
- Sozialverband Ortsverein Salzderhelden
- Förderverein Grundschule Salzderhelden Vogelbeck
- Freiwillige Feuerwehr Salzderhelden
- Kirchengemeinde
- Kindergarten

### Schriftzug am Hang
Namentlich bekannt ist Salzderhelden auch durch eine Geoglyphe am Osthang des Kleinen Heldenberges nördlich des Ortes (⊙), die den Ortsnamen darstellt und für den Verkehr auf der B 3 in Fahrtrichtung Einbeck sowie von den Bahnlinien aus gut zu sehen ist. Der rund 100 Meter lange Schriftzug aus bis zu 13 Meter hohen Buchstaben besteht aus geschütteten Kalksteinen. Er wurde 1932 von Maurermeister Karl Schrader und über 100 Helfern angelegt und wird seitdem regelmäßig durch Einwohner von Schmutz und Vegetation befreit.

## Wirtschaft und Infrastruktur
In den 1970er Jahren wurde im Zuge des Polderbaues ein Wellnesscenter geplant, doch ebenso wie das Vorhaben „Freizeitsee Einbecker See“ wurde es nicht verwirklicht. Ein Kindergarten, die Sporthalle, das Jugendhaus und das Haus des Sports wurden in den 2020er Jahren erbaut.

### Verkehr

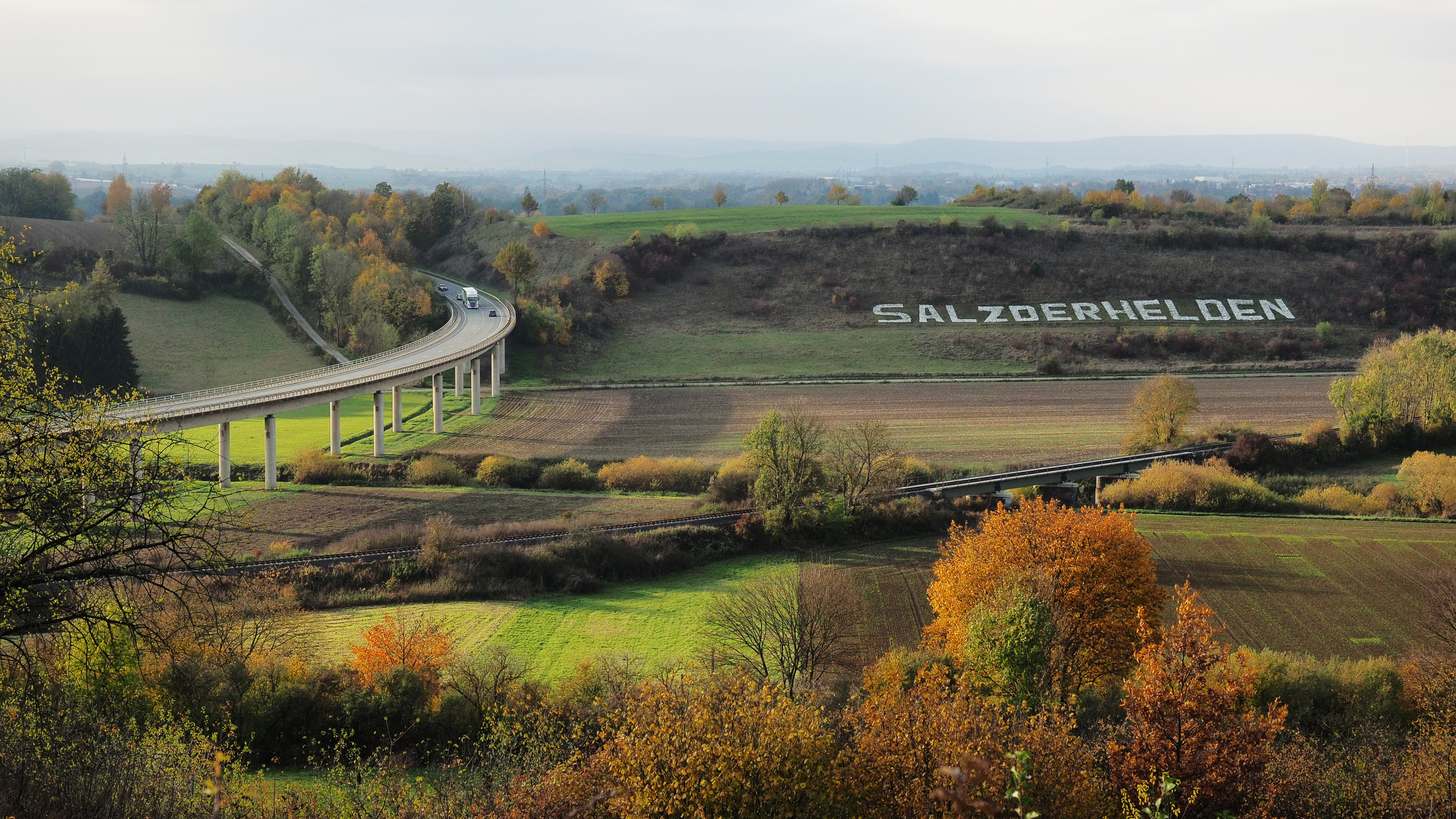
Schriftzug am Kleinen Heldenberg mit Talbrücke der B 3 über die Leine

#### Bahn
Der Bahnhof Salzderhelden liegt an der Hannöverschen Südbahn und wird etwa im Stundentakt mit Göttingen, Kreiensen und Hannover verbunden. Die Ilmebahn, die Bahnstrecke von Salzderhelden nach Einbeck, wurde 1984 für den Personenverkehr geschlossen und seitdem ausschließlich durch die Buslinie 230 im Rahmen des Verkehrsverbundes Süd-Niedersachsen (VSN) bedient. Die Strecke wurde seit 2016 reaktiviert und zum Fahrplanwechsel der Deutschen Bahn am 9. Dezember 2018 wieder in Betrieb genommen.

#### Straße
Salzderhelden liegt an der B 3 und am Leine-Heide-Radweg. Nächster Autobahnanschluss ist die Anschlussstelle Northeim-Nord der A 7 8,3 km südlich.